# Qualificazioni al campionato mondiale di calcio 2018 - AFC - terzo round - girone B

## Classifica
| Squadra             | Pt | G  | V | N | P | GF | GS | DR  |
| ------------------- | -- | -- | - | - | - | -- | -- | --- |
| Giappone            | 20 | 10 | 6 | 2 | 2 | 17 | 7  | +10 |
| Arabia Saudita      | 19 | 10 | 6 | 1 | 3 | 17 | 10 | +7  |
| Australia           | 19 | 10 | 5 | 4 | 1 | 16 | 11 | +5  |
| Emirati Arabi Uniti | 13 | 10 | 4 | 1 | 5 | 10 | 13 | -3  |
| Iraq                | 11 | 10 | 3 | 2 | 5 | 11 | 12 | -1  |
| Thailandia          | 2  | 10 | 0 | 2 | 8 | 6  | 24 | -18 |

## Risultati

### 1ª giornata
| Arbitro: | Alireza Faghani |

|                      |           |  |
| Luongo 58’ Juric 64’ | Marcatori |  |

| Arbitro: | Abdulrahman Al-Jassim |

|           |           |                        |
| Honda 11’ | Marcatori | 20’, 54’ (rig.) Khalil |

| Arbitro: | Fu Ming |

|                    |           |  |
| Al Abed 84’ (rig.) | Marcatori |  |

### 2ª giornata
| Arbitro: | Khamis Al-Marri |

|                  |           |                                |
| Abdul-Raheem 18’ | Marcatori | 81’ (rig.), 88’ (rig.) Al Abed |

| Arbitro: | Mohsen Torky |

|  |           |                         |
|  | Marcatori | 19’ Haraguchi 75’ Asano |

| Arbitro: | Mohd Amirul Izwan Yaacob |

|  |           |            |
|  | Marcatori | 75’ Cahill |

### 3ª giornata
| Arbitro: | Kim Dong-Jin |

|                               |           |                |
| Haraguchi 26’ Yamaguchi 90+5’ | Marcatori | 60’ Abdul-Amir |

| Arbitro: | Liu Kwok Man |

|                                |           |          |
| Mabkhout 14’, 47’ Khalil 90+3’ | Marcatori | 65’ Tana |

| Arbitro: | Ravshan Irmatov |

|                              |           |                         |
| Al-Jassim 5’ Al-Shamrani 79’ | Marcatori | 45’ Sainsbury 71’ Juric |

### 4ª giornata
| Arbitro: | Nawaf Shukralla |

|                    |           |              |
| Jedinak 52’ (rig.) | Marcatori | 5’ Haraguchi |

| Arbitro: | Ma Ning |

|                                  |           |  |
| Abdul-Raheem 7’, 25’, 87’, 90+4’ | Marcatori |  |

| Arbitro: | Kim Jong-Hyeok |

|                                             |           |  |
| Al-Muwallad 73’ Al Abed 79’ Al-Shehri 90+2’ | Marcatori |  |

### 5ª giornata
| Arbitro: | Muhammad Taqi |

|                                   |           |                 |
| Kiyotake 45’ (rig.) Haraguchi 80’ | Marcatori | 90’ Om. Hawsawi |

| Arbitro: | Fahad Al-Marri |

|                          |           |                               |
| Teerasil 20’, 57’ (rig.) | Marcatori | 9’ (rig.), 65’ (rig.) Jedinak |

| Arbitro: | Ilgiz Tantashev |

|                        |           |  |
| Khalil 26’ Matar 90+3’ | Marcatori |  |

### 6ª giornata
| Arbitro: | Kim Jong-Hyeok |

|           |           |            |
| Yasin 76’ | Marcatori | 39’ Leckie |

| Arbitro: | Ali Abdulnabi |

|  |           |                                                     |
|  | Marcatori | 25’ Al-Sahlawi 84’ (aut.) Tanaboon 90+2’ Al-Moasher |

| Arbitro: | Ravshan Irmatov |

|  |           |                    |
|  | Marcatori | 13’ Kubo 51’ Konno |

### 7ª giornata
| Arbitro: | Ahmed Al-Kaf |

|                      |           |  |
| Irvine 7’ Leckie 78’ | Marcatori |  |

| Arbitro: | Kim Dong-Jin |

|                                            |           |  |
| Kagawa 8’ Okazaki 19’ Kubo 57’ Yoshida 83’ | Marcatori |  |

| Arbitro: | Valentin Kovalenko |

|               |           |  |
| Al-Shehri 53’ | Marcatori |  |

### 8ª giornata
| Arbitro: | Ravshan Irmatov |

|                         |           |                                 |
| Juric 7’, 36’ Rogić 64’ | Marcatori | 23’ Al-Dossari 45+2’ Al-Sahlawi |

| Arbitro: | Muhammad Bin Jahari |

|               |           |                    |
| Thosakrai 69’ | Marcatori | 90+3’ Ali Mabkhout |

| Arbitro: | Fu Ming |

|           |           |          |
| Kamel 73’ | Marcatori | 8’ Ōsako |

### 9ª giornata
| Arbitro: | Kim Jong-Hyeok |

|                         |           |                    |
| Mabkhout 21’ Khalil 60’ | Marcatori | 20’ (rig.) Al-Abed |

| Arbitro: | Alireza Faghani |

|                        |           |  |
| Asano 41’ Ideguchi 82’ | Marcatori |  |

| Arbitro: | Nawaf Shukralla |

|                    |           |                                 |
| Ibrahim 63’ (aut.) | Marcatori | 34’ Meram 84’ (rig.) Abdul-Amir |

### 10ª giornata
| Arbitro: | Liu Kwok Man |

|                      |           |          |
| Juric 69’ Leckie 86’ | Marcatori | 82’ Anan |

| Arbitro: | Adham Makhadmeh |

|             |           |  |
| Hussein 29’ | Marcatori |  |

| Arbitro: | Valentin Kovalenko |

|                 |           |  |
| Al-Muwallad 63’ | Marcatori |  |

Nota: l'Iraq gioca le sue partite casalinghe in Iran a causa della guerra civile in Iraq. La partita contro l'Arabia Saudita si è però giocata in Malaysia a causa del rifiuto dei sauditi di giocare in Iran dopo l'attacco alle missioni diplomatiche saudite in Iran del 2 gennaio 2016 e quella contro gli Emirati Arabi Uniti si è giocata in Giordania a causa del rifiuto degli emiratini di giocare in Iran a causa della crisi diplomatica con il Qatar, sostenuto anche dall'Iran.